# Australian Encyclopaedia
L'Australian Encyclopaedia est une encyclopédie centrée sur l'Australie. Outre les biographies d'Australiens remarquables, les sujets couverts comprennent la géologie, la flore, la faune ainsi que l'histoire du continent. Elle a d'abord été publiée par Angus & Robertson en deux volumes, l'un en 1925 et l'autre en 1926. L'édition la plus récente, la sixième, comporte huit volumes publiés en 1996.

## Histoire
L'encyclopédie est créée en 1912 en tant que document historique et biographique sous la direction de Charles H. Bertie, bibliothécaire municipal de Sydney. Le déclenchement de la Première Guerre mondiale en 1914, interrompt temporairement sa rédaction.
En 1917, les travaux reprennent et il est décidé que le livre devrait également inclure des sujets scientifiques. Herbert J. Carter, plus tard président de la Société linnéenne de Nouvelle-Galles du Sud (1925-26) recrute d'autres scientifiques australiens pour travailler sur l'encyclopédie. Leurs contributions sont, dans de nombreux cas, les premières synthèses des connaissances scientifiques publiées dans un ouvrage de référence général en Australie. En 1920, le capitaine Arthur Jose est libéré de la Royal Australian Navy et devient rédacteur en chef. Il constate que, comme il s'était écoulé beaucoup de temps depuis le début du projet et que des sources d'information plus récentes étaient disponibles, il était devenu nécessaire de réécrire une grande partie de l'information historique et biographique.
Richard Appleton devient rédacteur en chef en 1977 et il supervise les quatrième et cinquième éditions.

## Éditions
- 1re édition, 1925-26, deux volumes
- 2e édition, 1958, dix volumes (plusieurs réimpressions)
- 3e édition, 1977, six volumes
- 4e édition, 1983, douze volumes
- 5e édition, 1988, neuf volumes
- 6e édition, 1996, huit volumes[1]

Les 3e et 4e éditions sont publiées par Grolier Society of Australia.
Les 5e et 6e éditions sont publiées par Australian Geographic.